# توپ بیلیارد
توپ بیلیارد یک توپ کوچک و سفت است که برای بازی بیلیارد طراحی شده است. این توپ در سایر شکل‌های بیلیارد نیز استفاده می‌شود، از جمله اسنوکر. این توپ به ۱۶ رنگ سفید، زرد، آبی، قرمز، بنفش، نارنجی، سبز، زرشکی، سیاه و همه این رنگ‌ها به جز سیاه و سفید همراه با سفید وجود دارد. توپ سفید، توپ اصلی است، بازیکن با پرتاب این توپ به توپ‌های دیگر باید همهٔ توپ‌ها به جز توپ سفید را به درون حفره‌های کوچک بندازد، این فرایند تا وقتی ادامه می‌یابد که همهٔ توپ‌ها به درون حفره‌ها بروند یا توپ سفید به درون یک حفره برود.

## ساخت
زمانی توپ‌های بیلیارد حتماً باید از عاج، دیگر ترکیب‌ها و خاک رس ساخته می‌شدند اما امروزه جایگزین‌هایی پایدارتر دارند. توپ‌های آسیایی از رزین‌های پلی‌استری ساخته می‌شوند و این باعث تولید ارزان‌تر و پرتاب‌های بهتر و آسان‌تر به دلیل جرم کمتر می‌شود.